# Власний напівпровідник
Власний напівпровідник - напівпровідник з дуже малою концентрацією домішок. 
У власному напівпровіднику кількість електронів у зоні провідності збігається з кількістю дірок 
у валентній зоні й визначається в основному шириною забороненої зони. 
Власні напівпровідники —- вихідний матеріал для легування з метою отримання напівпровідників 
n- та p-типу. 
Характеристики, близькі до характеристик власних напівпровідників, мають компенсовані напівпровідники, в яких доволі висока концентрація донорів урівноважена відповідною концентрацією акцепторів.

## Концентрація носіїв заряду
У власному напівпровіднику носіями заряду є електрони провідності й дірки, які створюються 
за рахунок теплового збудження кристалу із переходом електрона з валентної зони в зону провідності. Концентрація носіїв заряду залежить 
від температури й від таких характеристик напівпровідника, як ширина забороненої зони й ефективні густині станів у зоні провідності й валентній зоні. 
{\displaystyle n=N_{C}e^{(\mu -E_{C})/k_{B}T}},
{\displaystyle p=N_{V}e^{(E_{V}-\mu )/k_{B}T}},
де n - концентрація електронів у зоні провідності, {\displaystyle N_{C}} - ефективна густина станів у зоні провідності, μ - хімічний потенціал, 
EC - енергія дна зони провідності, 
kB - стала Больцмана, T - температура, p - концентрація дірок у валентній зоні, NV - ефективна густина станів 
у валентній зоні, EV - енергія верха валентної зони.
Добуток концентрації електронів і дірок 
{\displaystyle np=N_{C}N_{V}e^{-E_{g}/k_{B}T}},
де {\displaystyle E_{g}=E_{C}-E_{V}} - ширина забороненої зони. Дане співвідношення справедливе не лише для власних напівпровідників, а й для 
легованих. 
У власних напівпровідниках n=p, а звідки можна визначити положення хімічного потенціалу в забороненій зоні. 
{\displaystyle \mu =E_{V}+{\frac {E_{g}}{2}}+{\frac {k_{B}T}{2}}{\text{ln}}\,{\frac {N_{V}}{N_{C}}}}.
Оскільки член, пропорційний температурі, здебільшого набагато менший за перші члени, то рівень хімічного потенціалу у власному 
напівпровіднику розташований посередині забороненої зони. Саме тому концентрація носіїв заряду мала й залежить в основному від 
ширини забороненої зони. Для напівпровідників типу арсеніду галію її можна вважати практично нульовою, для германію вона 
помітна.